# Ільїчов Леонід Георгійович
Ільїчов Леонід Георгійович (30 січня 1948) — радянський плавець.
Призер Олімпійських Ігор 1968 року.
Чемпіон Європи з водних видів спорту 1966, 1970 років.
Призер літньої Універсіади 1970 року.